# Willy Abel

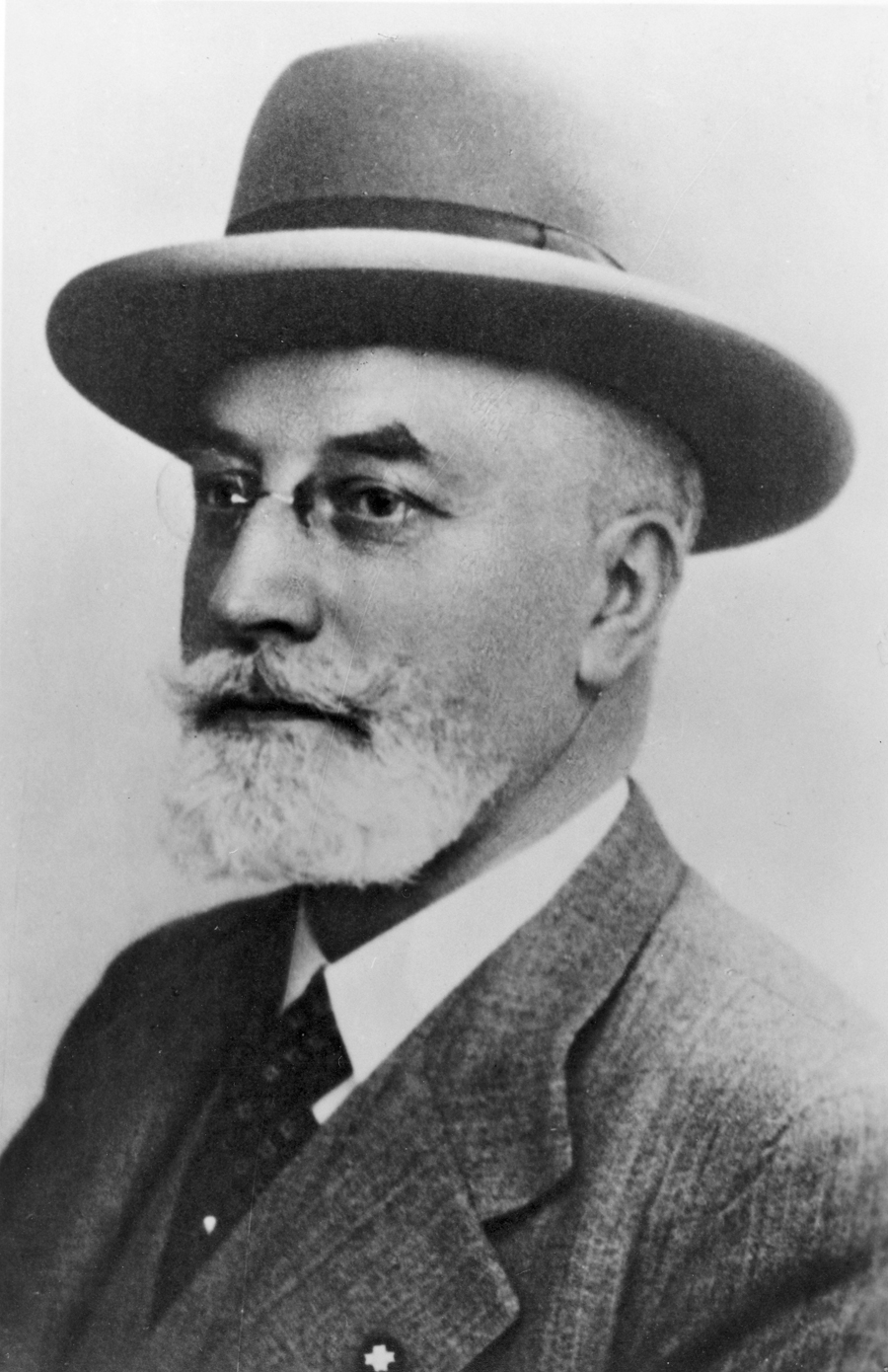
Willy Abel (1930)

Willy Abel (* 23. September 1875 in Dierdorf, Rheinland-Pfalz; † 22. September 1951 in Berlin-Lichtenberg) war ein deutscher Konstrukteur und Erfinder.

## Leben und Wirken
Abel wurde als Sohn des Kunsthändlers Karl Ludwig Rudolf Abel (* 1838) und seiner Frau Anna Weber (* 1845) geboren. Er besuchte die Gemeindeschule in Trier. Nach der Lehrzeit als technischer Konstrukteur in der Maschinenfabrik Ed. Lais & Co. in Trier meldete er mit 18 Jahren sein erstes Patent an, eine für den damaligen Maschinenbau wichtige Zahnräderformmaschine. 1893 bis 1898 war er im Konstruktionsbüro der königlichen Gewehrfabrik in Spandau tätig. Hier konstruierte er den im deutschen Heer eingeführten Mündungsschoner für das Gewehr 98.
Um sich seinen Erfindungen besser widmen zu können, arbeitete er ab 1899 als freiberuflicher Konstrukteur. Um die Jahrhundertwende entwickelte Abel für die Reichspost den ersten Briefmarken-Automaten. Dieser ermöglichte es, nach dem Einwurf eines Geldstücks standardisierte Postwertzeichen bedarfsgerecht in einem Rotationsverfahren zu bedrucken und an den Kunden herauszugeben. Auf diese Weise konnten auch Postkarten und Bahnsteigkarten verkauft werden. Für die Herstellung der Automaten gründete Abel die Deutsche Abel-Postwertzeichen-Automaten AG und die Eisenbahnfahr- und Bahnsteigkarten AG in Staaken bei Berlin. Durch den Verkauf seiner Patente an die Reichspost und an ausländische Postdirektionen war er wirtschaftlich sehr erfolgreich.

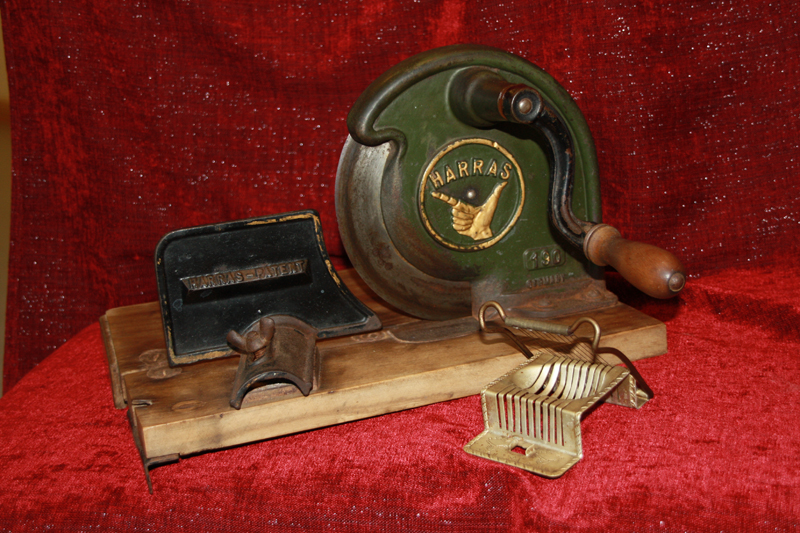
Brotschneidemaschine und Eierschneider

Ab 1908 konzentrierte sich Abel auf die Entwicklung und Herstellung von Haushaltsgeräten. Dafür gründete er 1912 die Harras-Werke in der Rittergutstraße 106/107 in Lichtenberg bei Berlin. Er war Alleininhaber und alleiniger Betriebsleiter. Weltbekannt wurde er durch die Entwicklung und Herstellung von Kleinmaschinen und Geräten für den Haushalt, die als Massenartikel am Fließband produziert wurden. So erfand er die Brotschneidemaschine mit rundem Messer, den Eierschneider und das herzförmige Waffeleisen. Der HARRAS-Original-Eierteiler war Abels erster Massenartikel mit einem weltweiten Absatz. Er vermarktete seine Produkte unter dem Slogan „HARRAS in alle Welt“ und gründete Niederlassungen in New York und London. Der wirtschaftliche Erfolg erlaubte es Abel, weitere industrielle Erfindungen planmäßig zu entwickeln und in erfolgreiche Herstellungs- und Vertriebsprozesse zu überführen.
Die HARRAS-Werke gehörten nach dem Zweiten Weltkrieg zu den wenigen Betrieben in Ost-Berlin, die nicht enteignet wurden. Brotschneidemaschinen, Reibeisen und Gardinenbleche waren die ersten Produkte, die wieder hergestellt wurden.
Um 1940 erkrankte Abel schwer an Diabetes, sodass ihm ein Bein amputiert werden musste. Er starb einen Tag vor seinem 76. Geburtstag in Berlin-Lichtenberg.
Die Harras-Werke wurden von einem Pächter unter der Bezeichnung Harras-Werke W. Abel weitergeführt und 1960 verstaatlicht.

## Erfindungen und Ehrungen
Im Laufe seines Lebens ließ Abel 63 Erfindungen patentieren, darunter:
- Erfindung und Konstruktion der Zahnräderformmaschine
- Wertzeichen-Rotationsdruckmaschine
- Schöpfung der Gewinde-Toleranz-Norm für Schrauben
- Stanze mit gleitender Führungspalette zum Stanzen von dünnen Blechen
- Konstruktion der Schienenlunge für ein stoßfreies Eisenbahngleis

Dazu kamen die Schutzrechte für etwa 100 kleinere Erfindungen.
Das Museum Lichtenberg organisierte im Herbst 2021 anlässlich des Todestages von Abel eine Führung durch die Ausstellung mit Verweis auf einige von Abels Erfindungen.